# Danaus genutia
Danaus genutia  (лат.) — вид  дневных бабочек из семейства Нимфалиды подсемейства данаид.  Обитает в Южной и Юго-Восточной Азии, а также на севере Австралии.
Вид был описан голландским энтомологом Питером Крамером в 1779 году.

## Систематика
Эволюционные связи вида не вполне ясны, но, по-видимому, он наиболее близок к Danaus affinis и D. melanippus
Выделяют около 16 Подвидов:
- D. g. genutia — Индия, Китай, Шри-Ланка, Андаманские острова, Никобарские острова, Малайский полуостров, Таиланд, Лангкави, Сингапур, Индокитай, Тайвань, Хайнань.
- D. g. sumatrana Moore, 1883 — запад и северо-восток Суматры.
- D. g. intermedia (Moore, 1883).
- D. g. conspicua Butler, 1866 — юг Сулавеси.
- D. g. niasicus Fruhstorfer, 1899 — Ниас.
- D. g. intensa (Moore, 1883) — Ява, Бали, Бавеан, Калимантан.
- D. g. partita (Fruhstorfer, 1897) — Малые Зондские острова.
- D. g. leucoglene C. & R. Felder, 1865 — север Сулавеси.
- D. g. tychius Fruhstorfer, 1910 — Селаяр.
- D. g. telmissus Fruhstorfer, 1910 — остров Бутунг.
- D. g. wetterensis (Fruhstorfer, 1899) — острова Ветар и Тимор.
- D. g. laratensis (Butler, 1883) — острова Танимбар.
- D. g. kyllene Fruhstorfer, 1910 — острова Дамар, Кай.
- D. g. alexis (Waterhouse & Lyell, 1914) —  север Австралии.

## Описание

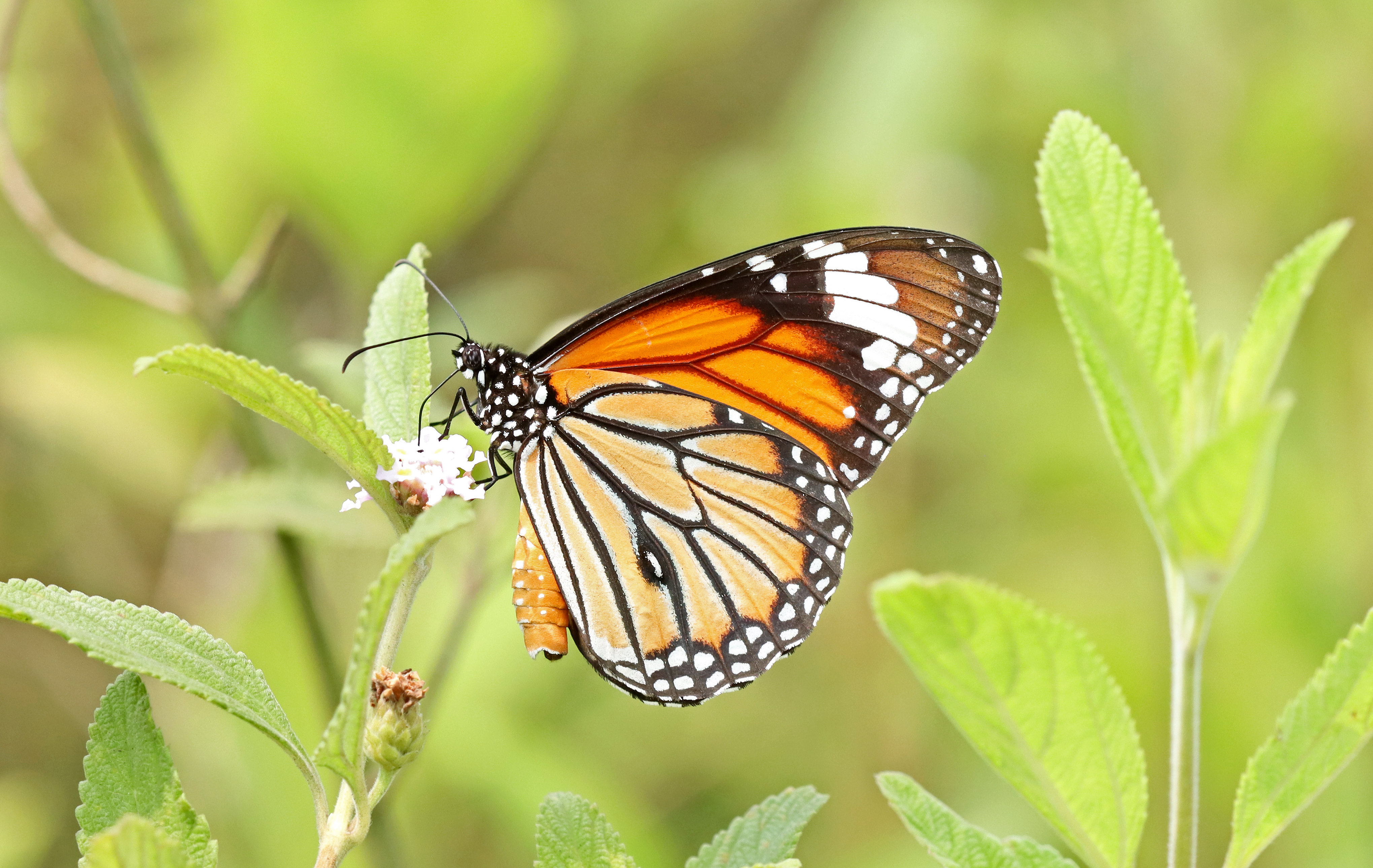
Самец

Размах крыльев составляет 70—95 мм. У бабочек обоих полов крылья желтовато-коричневые с широкими чёрными полосами по жилкам. У самца на нижней стороне заднего крыла имеется небольшое отчётливое белое пятно, сверху заметное как утолщение жилки. Края крыльев чёрные с двумя рядами белых пятен. В более засушливых регионах рыжевато-коричневая часть заднего крыла бледнеет и приближается к белому цвету, что делает его очень похожим на Danaus melanippus.
Очень сходная по окраске данаида монарх обитает в Америке. 

## Распространение и экология
Ареал D. genutia захватывает Индостан, Индокитай, юг Китая, Малайзию, Индонезию и север Австралии. Не отмечен на Новой Гвинеи. По крайней мере, в южноазиатской части своего ареала вид довольно обычен, местами очень обычен. 
Предпочитаемые местообитания: кустарниковые джунгли, залежные земли, прилегающие к жилым поселениям, лиственные леса в районах с умеренным и обильным количеством осадков. Также встречается на деградированных склонах холмов и гор, как оголённых, так и покрытых вторичной растительностью. 
Взрослые бабочки никогда не летают быстро или высоко. Они перемещаются в поисках растений-хозяев для откладки яиц и нектара, которым они питаются. Имаго отмечены на цветах Adelocaryum, космеи, целозии, лантаны, циннии и других. 

## Жизненный цикл
Самка откладывает яйца по одному на нижнюю сторону листьев растений семейства ластовневые. 

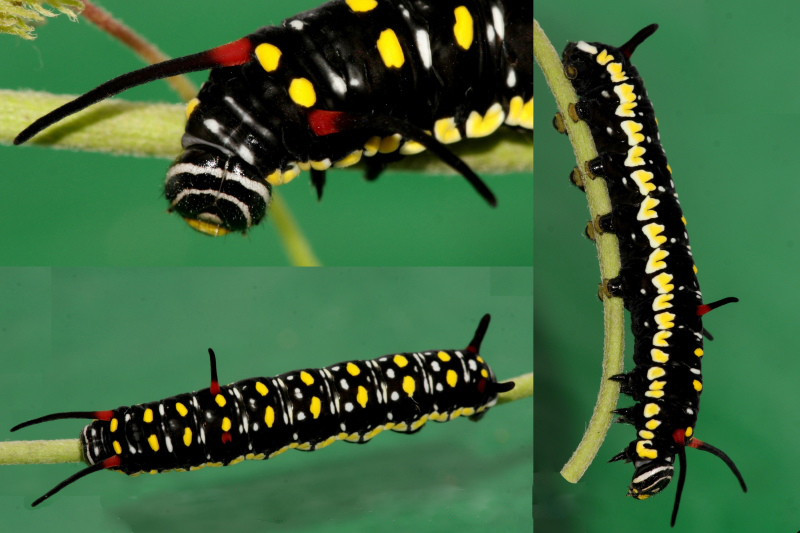

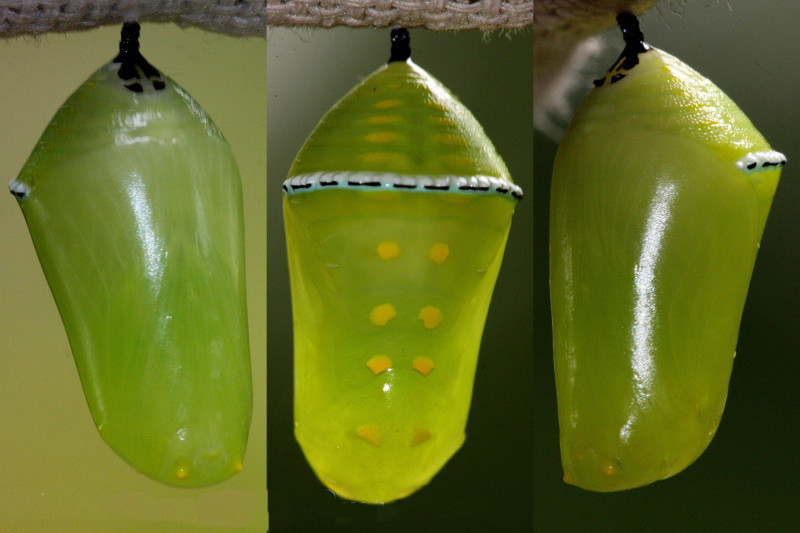

Гусеница чёрная с синевато-белыми и жёлтыми пятнами и линиями. На её теле имеется три пары удлинённых выростов. При вылуплении гусеница съедает скорлупу яйца и приступает к поеданию листьев растения-хозяина. 
Куколка зелёная, с золотисто-жёлтыми пятнами. 
Гусеница поедает ядовитые растения, которые делают гусеницу и бабочку неприятной для хищников. Наиболее распространёнными пищевыми растениями в Индии являются травы, вьющиеся растения и лианы из семейства ластовневых, в том числе:
- Asclepias curassavica
- Ceropegia intermedia
- виды рода Cynanchum
- Raphistemma pulchellum
- виды рода Stephanotis
- Tylophora tenuis.

## Защита от хищников, мимикрия
Представители этого рода имеют твердые покровы, поэтому их трудно раздавить, и они умеют имитировать смерть. Поскольку бабочки неприятны на вкус и запах, хищники вскоре отпускают их. Гусеница получает токсины из растений семейства ластовневых. Данаиды пьют сок кроталярии, гелиотропа и других растений, из которых получают пирролизидиновые алкалоиды. Чтобы выделяться среди прочих съедобных видов, бабочка имеет заметные отметины на ярком цветном узоре. Danaus genutia имитируют оба пола Cethosia nietneri mahratta и Cethosia cyane, а также самки Elymnias hypermnestra. 